# Štruk

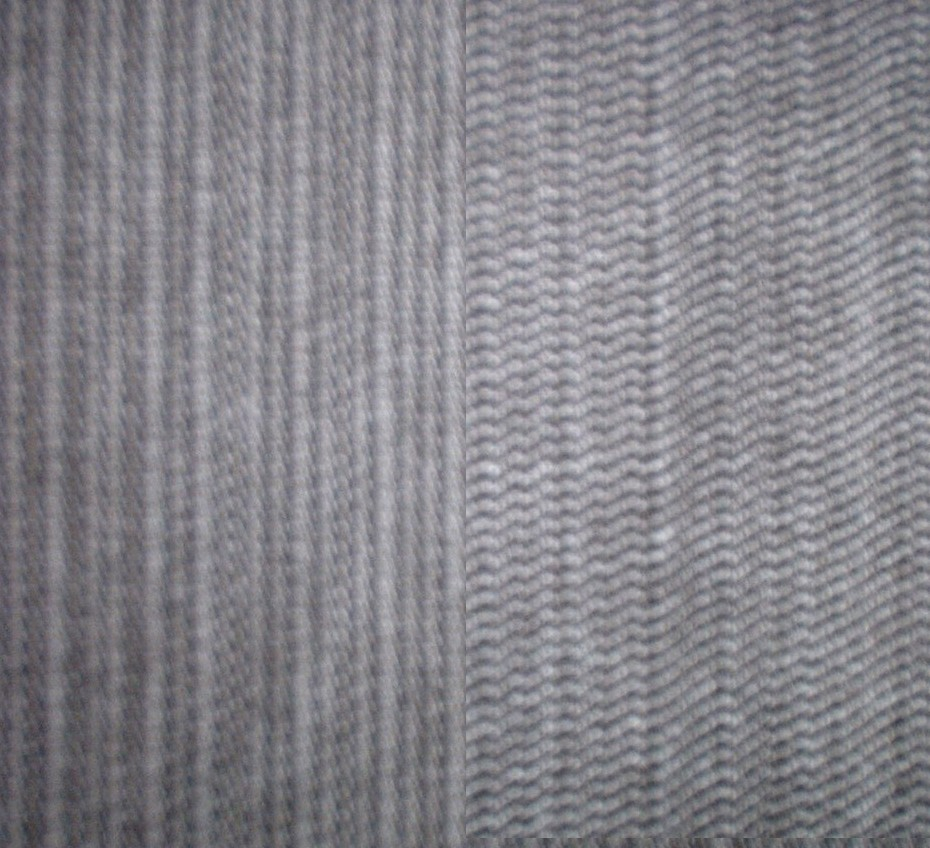
Bavlněný kalhotový štruk z konce 20. století (vlevo lícní, vpravo rubní strana)

Štruk je středně těžká, poněkud tužší tkanina s plastickým žebrováním tvořeným  štrukovou vazbou. Žebrování je většinou podélné, může však být i nepravidelně uspořádané, viditelné jen na lícní straně, zatímco rub tkaniny je hladký, někdy počesaný.
Název pochází z angličtiny (strucks = vyražené proužky)
Štruk se vyrábí většinou jako bavlnářská tkanina, méně známé jsou vlnařské a hedvábnické výrobky. Používá se na nábytkové a automobilové potahy, rajtky, pracovní kalhoty (štruksáky, štruksky)

## Pletený štruk
je zátažná pletenina v jednolícní chytové vazbě. Lícní strana výrobku je charakterizována jemnými podélnými proužky, kterými připomíná tkaninu. Při použití různobarevných nití se dají touto vazbou vyplétat jemné proužky nebo drobné kostičkované vzory podobné pepitu.
Bavlnářský štruk se používá na trička, polokošile a dětské oděvy, vlněné úplety jsou vhodné na svetry, čepice apod.